# Мариновка (Николаевская область)
Мариновка (укр. Маринівка) — село в Доманёвском районе Николаевской области Украины.
Население по переписи 2001 года составляло 2990 человек. Почтовый индекс — 56425. Телефонный код — 51-52. Занимает площадь 4,186 км².

## Известные уроженцы
- Грабовенко, Максим Иванович (1920—1980) — Герой Советского Союза.
- Кирток, Николай Наумович (1920—2022) — Герой Советского Союза.

## Местный совет
56425, Николаевская обл., Доманёвский р-н, с. Мариновка, ул. Советская, 20